# Unterer Sonntagkarsee
Unterer Sonntagkarsee är en sjö i Österrike.   Den ligger i förbundslandet Steiermark, i den centrala delen av landet, 220 km sydväst om huvudstaden Wien. Unterer Sonntagkarsee ligger 2 108 meter över havet.
Trakten runt Unterer Sonntagkarsee består i huvudsak av gräsmarker. Runt Unterer Sonntagkarsee är det ganska glesbefolkat, med 21 invånare per kvadratkilometer.